# Alfredo Mondragón
Alfredo Mondragón Garzón (23 de agosto de 1982, Cali), es un líder social y activista político colombiano.
Fue elegido representante a la cámara por el Valle del Cauca en las elecciones legislativas de 2022 en la coalición Pacto Histórico, avalado por el partido Polo Democrático Alternativo.
Mondragón ganó notoriedad a raíz de su participación en el llamado estallido social de 2021 y siendo uno de los defensores de la protesta más visible en el departamento del Valle del Valle del Cauca.

## Biografía
Nació en Cali el 23 de agosto de 1982, se graduó como tecnólogo en autotrónica del Sena, en dicha institución inició su activismo político como cofundador del Comité de Estudiantes y Egresados del SENA (COES). Estudió licenciatura en educación popular en la Universidad del Valle.
En 2002, hizo parte del Frente Social y Político respaldando la candidatura al senado de Carlos Gaviria Díaz. En 2006, hizo parte del equipo de campaña de Wilson Arias quien aspiraba al congreso como representante a la cámara, aunque no resultó electo, igualmente acompañó a Arias en otras candidaturas.

### Estallido social
Mondragón ganó visibilidad a nivel nacional durante las protestas de 2021 cuando trasmitía en redes sociales como Facebook las protestas en contra del gobierno de Iván Duque.

### Congresista
Mondragón hizo parte de la lista cerrada en el departamento del Valle del Cauca por el Pacto Histórico donde ocupó el quinto renglón, y que obtuvo un total de 371.257 votos y 5 curules.
En el congreso ha integrado la Comisión Séptima Constitucional, que aborda temas relacionados con: Salud, Seguridad social y Familia, también pertenece a varias comisiones accidentales.
En 2023 fue ponente de la reforma a la salud que fue aprobada en la cámara en primer debate. Ha sido ponente de la reforma laboral.
Mondragón se ha mostrado como uno de los defensores más visibles del gobierno Petro desde el congreso, es frecuentemente invitado a paneles de opinión en diferentes medios de comunicación donde ha defendido las reformas del gobierno.